# توفور۵۴
توفور۵۴(به انگلیسی: twofour54) نام شرکتی است که در زمینه رسانه‌های تلویزیون، رادیو، فیلم، موسیقی، رسانه‌های آنلاین و انیمیشن در ابوظبی،امارات متحده عربی فعالیت می‌کند. این شرکت به شکل غیرمستقیم توسط دولت امارات متحده عربی مدیریت می‌شود و از مالیات نیز معاف است. محتوای تولید شده توسط این شرکت بیشتر به زبان عربی و برای استفاده افراد بومی ساخته می‌شود.